# Johan Kleingeld
Johan Kleingeld (* 10. Juni 1971) ist ein ehemaliger südafrikanischer Badmintonspieler. 

## Karriere
Kleingeld ist eine der herausragendsten Persönlichkeiten im südafrikanischen Badmintonsport in den 1990er und 2000er Jahren. Er gewann insgesamt 18 nationale Titel und war international unter anderem bei den Afrikameisterschaften, den Botswana International und den South Africa International erfolgreich.

## Sportliche Erfolge
| Saison | Veranstaltung                 | Disziplin    | Platz | Name                               |
| ------ | ----------------------------- | ------------ | ----- | ---------------------------------- |
| 1993   | Südafrikanische Meisterschaft | Mixed        | 1     | Johan Kleingeld / Lina Fourie      |
| 1993   | Südafrikanische Meisterschaft | Herreneinzel | 1     | Johan Kleingeld                    |
| 1994   | Südafrikanische Meisterschaft | Herreneinzel | 1     | Johan Kleingeld                    |
| 1994   | Südafrikanische Meisterschaft | Mixed        | 1     | Johan Kleingeld / Lina Fourie      |
| 1995   | Südafrikanische Meisterschaft | Herreneinzel | 1     | Johan Kleingeld                    |
| 1995   | Südafrikanische Meisterschaft | Herrendoppel | 1     | Johan Kleingeld / Gavin Polmans    |
| 1995   | Botswana International        | Herrendoppel | 1     | Johan Kleingeld / Paul Woodroffe   |
| 1995   | Botswana International        | Herreneinzel | 1     | Johan Kleingeld                    |
| 1995   | Botswana International        | Mixed        | 1     | Johan Kleingeld / Lina Fourie      |
| 1996   | Südafrikanische Meisterschaft | Herrendoppel | 1     | Johan Kleingeld / Gavin Polmans    |
| 1996   | South Africa International    | Herrendoppel | 1     | Johan Kleingeld / Gavin Polmans    |
| 1996   | South Africa International    | Herreneinzel | 1     | Johan Kleingeld                    |
| 1996   | South Africa International    | Mixed        | 1     | Johan Kleingeld / Michelle Edwards |
| 1997   | Südafrikanische Meisterschaft | Mixed        | 1     | Johan Kleingeld / Lina Fourie      |
| 1997   | Südafrikanische Meisterschaft | Herreneinzel | 1     | Johan Kleingeld                    |
| 1997   | South Africa International    | Mixed        | 1     | Johan Kleingeld / Lina Fourie      |
| 1997   | South Africa International    | Herreneinzel | 1     | Johan Kleingeld                    |
| 1998   | Südafrikanische Meisterschaft | Herreneinzel | 1     | Johan Kleingeld                    |
| 1998   | Afrikameisterschaft           | Herrendoppel | 1     | Johan Kleingeld / Anton Kriel      |
| 1999   | Südafrikanische Meisterschaft | Herrendoppel | 1     | Johan Kleingeld / Anton Kriel      |
| 1999   | Südafrikanische Meisterschaft | Mixed        | 1     | Johan Kleingeld / Karen Coetzer    |
| 1999   | South Africa International    | Mixed        | 1     | Johan Kleingeld / Karen Coetzer    |
| 1999   | South Africa International    | Herrendoppel | 1     | Anton Kriel / Johan Kleingeld      |
| 1999   | Weltmeisterschaft             | Herrendoppel | 33    | Johan Kleingeld / Gavin Polmans    |
| 1999   | South Africa International    | Herreneinzel | 1     | Johan Kleingeld                    |
| 2001   | Südafrikanische Meisterschaft | Herrendoppel | 1     | Chris Dednam / Johan Kleingeld     |
| 2001   | South Africa International    | Mixed        | 1     | Johan Kleingeld / Karen Coetzer    |
| 2002   | Südafrikanische Meisterschaft | Mixed        | 1     | Johan Kleingeld / Marika Daubern   |
| 2002   | Südafrikanische Meisterschaft | Herrendoppel | 1     | Chris Dednam / Johan Kleingeld     |
| 2002   | Afrikameisterschaft           | Herrendoppel | 2     | Johan Kleingeld / Chris Dednam     |
| 2002   | Afrikameisterschaft           | Mixed        | 2     | Johan Kleingeld / Chantal Botts    |
| 2002   | South Africa International    | Herrendoppel | 1     | Chris Dednam / Johan Kleingeld     |
| 2003   | Südafrikanische Meisterschaft | Mixed        | 1     | Johan Kleingeld / Marika Daubern   |
| 2003   | Südafrikanische Meisterschaft | Herrendoppel | 1     | Chris Dednam / Johan Kleingeld     |
| 2004   | Afrikameisterschaft           | Herrendoppel | 1     | Johan Kleingeld / Chris Dednam     |
| 2004   | Afrikameisterschaft           | Mixed        | 3     | Johan Kleingeld / Marika Daubern   |
| 2005   | Südafrikanische Meisterschaft | Mixed        | 1     | Johan Kleingeld / Marika Daubern   |